# Stop Drop and Roll!!!
| Recensione    | Giudizio |
| ------------- | -------- |
| AllMusic      |          |
| Rolling Stone |          |
| Punknews.org  |          |

Stop Drop and Roll!!!  è il primo disco del gruppo Foxboro Hot Tubs, totalmente autoprodotto ed autodistribuito. Dopo essere stato pubblicato in formato digitale il 22 aprile 2008, il disco è stato pubblicato su CD il 20 maggio dello stesso anno.

## Il disco
Musicalmente, le canzoni mostrano richiami al garage rock degli anni novanta e al rock and roll degli anni sessanta, e si notano influenze da parte di artisti come Iggy Pop, The Smiths, The Hi-Fives e Tommy James and the Shondells e vengono paragonati ad artisti dei giorni nostri come The Strokes, The Hives, Arctic Monkeys, e The Fratellis. Il riff di chitarra iniziale di She's a Saint Not a Celebrity è molto simile a Right Hand-A-Rama dei The Network - altro side project dei Green Day - dell'album Money Money 2020. Qualche giorno fa è arrivata una lettera agli studi di MTV da parte dei Green Day che confermavano essere loro i Foxboro. Hanno girato anche un tour.
Inizialmente il disco venne pubblicato come un EP da 6 tracce nel sito ufficiale della band; successivamente nel loro MySpace ufficiale è stata confermata l'uscita imminente dell'album intero, con altre 6 tracce aggiuntive alle 6 iniziali.

## Tracce
Tutti i brani sono stati scritti dai Foxboro Hot Tubs.
1. Stop Drop and Roll - 2:24
2. Mother Mary - 2:47
3. Ruby Room - 2:01
4. Red Tide - 2:59
5. Broadway - 3:30
6. She's a Saint Not a Celebrity - 2:26
7. Sally - 3:01
8. Alligator - 2:25
9. The Pedestrian - 2:15
10. 27th Ave. Shuffle - 2:50
11. Dark Side of Night - 2:57
12. Pieces of Truth - 3:04

## Formazione
- Billie Joe Armstrong - voce

- Mike Dirnt - basso, cori

- Tré Cool - batteria, cori

- Jason White - chitarra solista, cori
- Jason Freese - tastiere, sassofono, flauto, cori
- Kevin Preston - chitarra ritmica, cori